# Anton Rop
Anton Rop (né le 27 décembre 1960 à Ljubljana) est un homme d'État slovène et ancien président du gouvernement entre le 19 décembre 2002 et le 9 novembre 2004. Il a dirigé le parti libéral slovène.

## Biographie
Rop sort diplômé de la Faculté d'économie de l'université de Ljubljana en 1984. De 1985 à 1992, il est directeur adjoint de l'Institut slovène sur l'analyse macroéconomique et le développement, il prend part à plusieurs groupes de travail dont ceux sur l'informatisation des procédures fiscales, les investissements dans les structures économiques et les problèmes de développement de l'économie slovène. Il écrit des articles dans ses domaines privilégiés : investissement, marché et politique économique du logement. À partir de 1992, Rop est reconnu comme un expert dans le champ des privatisations et commence à collaborer avec le gouvernement du nouvel État indépendant slovène à la mise en place d'une législation économique de marché.
Rop est chargé par le gouvernement en 1993 de s'occuper de la politique de privatisation et de développement régional en tant que secrétaire d'État au ministère des Relations économiques et du Développement. Entre 1996 et 2000, il officie au ministère du Travail, de la Famille et des Affaires sociales.
À la suite des élections législatives de fin 2000, Rop est nommé ministre des Finances. Le 19 décembre 2002, il est élu président du gouvernement. La victoire des démocrates de Janez Janša en octobre 2004 le renvoie dans l'opposition.
Depuis, il a quitté son parti et rejoint les Sociaux-démocrates.